# جام سودامریکانا
جام سودامریکانا (به اسپانیایی: Copa Sudamericana) یک تورنمنت بین‌المللی فوتبال سالانه‌است که کونمبول از سال ۲۰۰۲ برگزار می‌کند.
جام سودامریکانا دومین جام معتبر مسابقات باشگاهی در آمریکای جنوبی پس از جام لیبرتادورس و یکی از پربیننده‌ترین رویدادهای ورزشی دنیا است. باشگاه‌هایی از کونکاکاف نیز بین سال‌های ۲۰۰۴ تا ۲۰۰۸ به این مسابقات دعوت می‌شدند. این رقابت‌ها جایگزین دو مسابقات کوپا مرکونورته و کوپا مرکوسور (که خود جایگزین کوپا کونمبول بودند) شده‌اند. قهرمان جام سودامریکانا با قهرمان جام لیبرتادورس سالانه در یک سوپرجام به نام رکوپا سودامریکانا بازی می‌کنند. همچنین قهرمان جام سودامریکانا سالانه یک مسابقه دوستانه با قهرمان لیگ اروپا تحت عنوان جام باشگاهی اروپا-آمریکای جنوبی انجام می‌دهد.

## قهرمانان جام
| تیم                | قهرمان | دوم | سال‌های قهرمانی | سال‌های دومی |
| ------------------ | ------ | --- | -------------- | ----------- |
| ال‌دی‌یو کیتو        | ۲      | ۱   | ۲۰۰۹، ۲۰۲۳     | ۲۰۱۱        |
| بوکا جونیورز       | ۲      | —   | ۲۰۰۴, ۲۰۰۵     | —           |
| ایندپندینته        | ۲      | —   | ۲۰۱۰, ۲۰۱۷     | —           |
| اتلتیکو پارانائنزه | ۲      | —   | ۲۰۱۸، ۲۰۲۱     | —           |
| ایندپندینته دل‌وایه | ۲      | —   | ۲۰۱۹، ۲۰۲۲     | —           |
| سائو پائولو        | ۱      | ۱   | ۲۰۱۲           | ۲۰۲۲        |
| لانوس              | ۱      | ۱   | ۲۰۱۳           | ۲۰۲۰        |
| ریور پلاته         | ۱      | ۱   | ۲۰۱۴           | ۲۰۰۳        |
| سن لورنسو          | ۱      | —   | ۲۰۰۲           | —           |
| سینسیانو           | ۱      | —   | ۲۰۰۳           | —           |
| پاچوکا             | ۱      | —   | ۲۰۰۶           | —           |
| آرسنال ساراندی     | ۱      | —   | ۲۰۰۷           | —           |
| اینترناسیونال      | ۱      | —   | ۲۰۰۸           | —           |
| اونیورسیداد شیلی   | ۱      | —   | ۲۰۱۱           | —           |
| سانتا فه           | ۱      | —   | ۲۰۱۵           | —           |
| شاپه‌کوئنزه         | ۱      | —   | ۲۰۱۶           | —           |
| دیفنسا جاستیکیا    | ۱      | —   | ۲۰۲۰           | —           |
| راسینگ             | ۱      | —   | ۲۰۲۴           | —           |

### قهرمانی بر پایه کشور
| کشور     | تعداد قهرمانی |
| -------- | ------------- |
| آرژانتین | ۱۰            |
| برزیل    | ۵             |
| اکوادور  | ۴             |
| کلمبیا   | ۱             |
| مکزیک    | ۱             |
| شیلی     | ۱             |
| پرو      | ۱             |

Source: